# 菊池悟
菊池 悟（きくち さとし、1952年4月 - 2019年3月10日）は、岩手県出身の日本の実業家。テレビ東京専務取締役、テレビ東京ホールディングス取締役などを歴任した。1976年モントリオールオリンピックハンドボール全日本男子代表。

## 来歴
岩手県立盛岡第一高等学校、早稲田大学卒業。1975年、東京12チャンネル(のちのテレビ東京)に入社し、営業局長、編成局長兼BS業務推進本部副本部長、常務取締役営業局・アニメ局担当兼BS業務推進本部長、専務取締役を歴任した。ドラマ制作室、アニメ局も担当した。
2010年にテレビ東京、BSジャパン、テレビ東京ブロードバンドによって発足したテレビ東京ホールディングスで取締役に就任。同社の初代経営陣の一人に名を連ねた。
国際ドラマフェスティバル in TOKYO実行委員会委員
ハンドボール選手として高校時代に岩手国体3位。学生時代に関東学生リーグ得点王。
全日本としては世界選手権出場。1976年モントリオール五輪代表。アメリカとの9‐10位決定戦では3得点を決め日本の勝利に貢献した。
就職後、当時の東京12チャンネルにはハンドボール部がなく、稲門クラブで練習したという逸話を残した。
2019年、心不全のため66歳で亡くなったと報道された。5月にホテルオークラ東京でお別れの会が開かれた。